# Жасоркен
Жасорке́н (каз. Жасөркен) — село у складі Жамбильського району Жамбильської області Казахстану. Входить до складу Кизилкайнарського сільського округу.
Населення — 1765 осіб (2021; 1202 у 2009, 1342 у 1999, 1542 у 1989).